# Kołowin
Kołowin (deutsch Kollogienen, auch: Collogienen, 1938 bis 1945 Kalgienen) ist ein kleiner Ort in der polnischen Woiwodschaft Ermland-Masuren. Er gehört zur Landgemeinde Piecki (deutsch Peitschendorf) im Powiat Mrągowski (Kreis Sensburg).

## Geographische Lage
Kołowin liegt östlich des Großen Kollogiener Sees (auch: Großer Kalgiener See, polnisch Jezioro Kołowin) in der südlichen Mitte der Woiwodschaft Ermland-Masuren, 19 Kilometer südöstlich der Kreisstadt Mrągowo (deutsch Sensburg).

## Geschichte
Die heutige Osada lesna (Forstsiedlung) und bis nach 1871 Collogienen, dann bis 1938 Kollogienen genannte einstige Försterei gehörte bis 1945 zum Staatsforst Kruttinnen (polnisch Krutyń) und war ein Wohnplatz innerhalb der Gemeinde Bubrowko (1938 bis 1945 Biebern, polnisch Bobrówko). Somit gehörte sie zum Kreis Sensburg in der preußischen Provinz Ostpreußen. Am 3. Juni (amtlich bestätigt am 16. Juli) 1938 wurde Kollogienen aus politisch-ideologischen Gründen der Abwehr fremdländisch klingender Ortsnamen in „Kalgienen“ umbenannt.
In Kriegsfolge kam Kollogienen resp. Kalgienen 1945 mit dem gesamten südlichen Ostpreußen zu Polen und erhielt die polnische Namensform „Kołowin“. Heute ist die Siedlung eine Ortschaft innerhalb der Landgemeinde Piecki (Peitschendorf) im Powiat Mrągowski (Kreis Sensburg), bis 1998 der Woiwodschaft Olsztyn, seither der Woiwodschaft Ermland-Masuren zugehörig.

## Kirche
Bis 1945 war Kollogienen resp. Kalgienen in die evangelische Kirche Alt Ukta in der Kirchenprovinz Ostpreußen der Kirche der Altpreußischen Union sowie in die katholische Pfarrei Sensburg im damaligen Bistum Ermland eingepfarrt.
Heute gehört Kołowin zur evangelischen Pfarrei Mikołajki (deutsch Nikolaiken), die in Ukta eine Filialgemeinde betreut und der Diözese Masuren der Evangelisch-Augsburgischen Kirche in Polen zugeordnet ist. Zum andern ist der Ort in die katholische Pfarrei Ukta im jetzigen Erzbistum Ermland in der polnischen katholischen Kircheeingegliedert.

## Verkehr
Kołowin ist über einen Landweg von der Woiwodschaftsstraße 610 über Kosowiec (Kollogienen, 1926 bis 1945 Modersohn) zu erreichen. Eine Bahnanbindung besteht nicht.